# Ибрагимово (Кармаскалинский район)

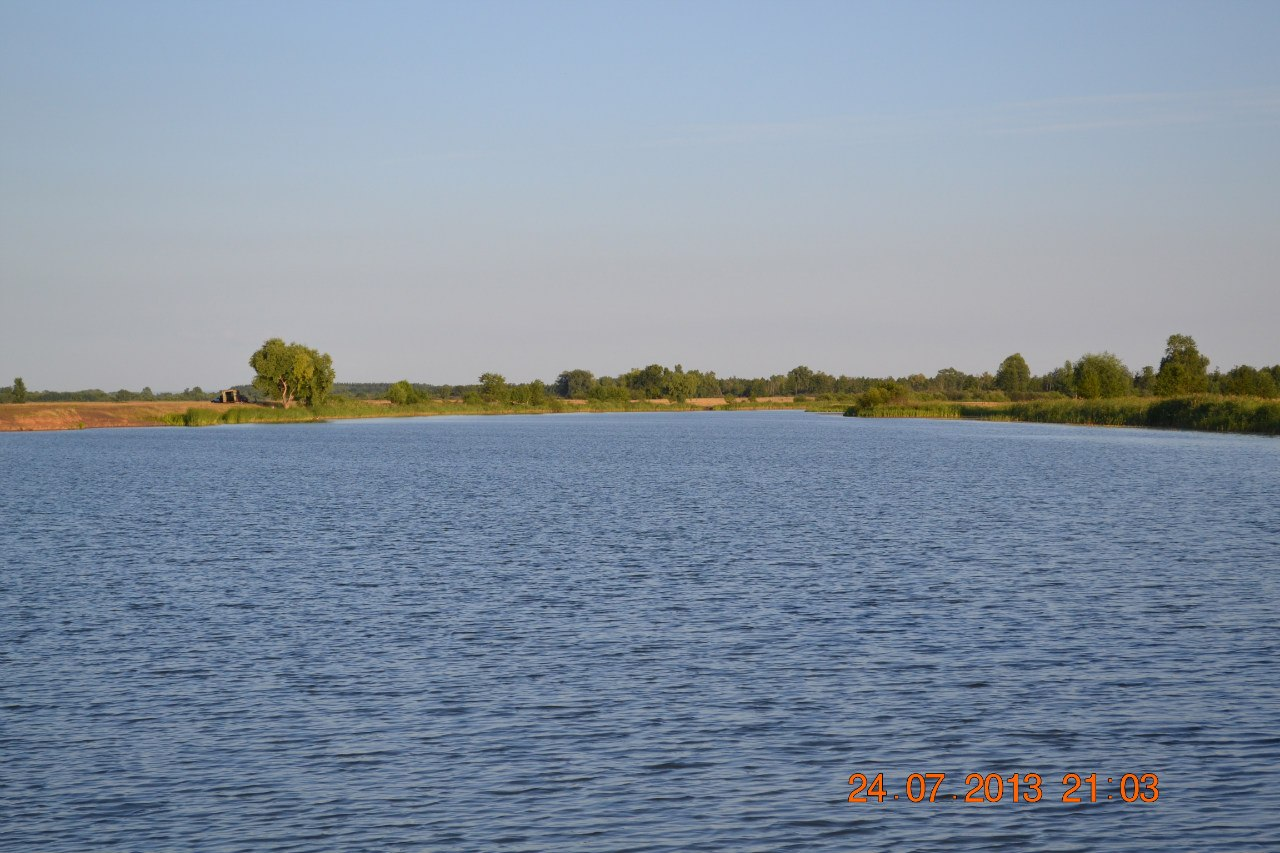
Озеро Кызылга

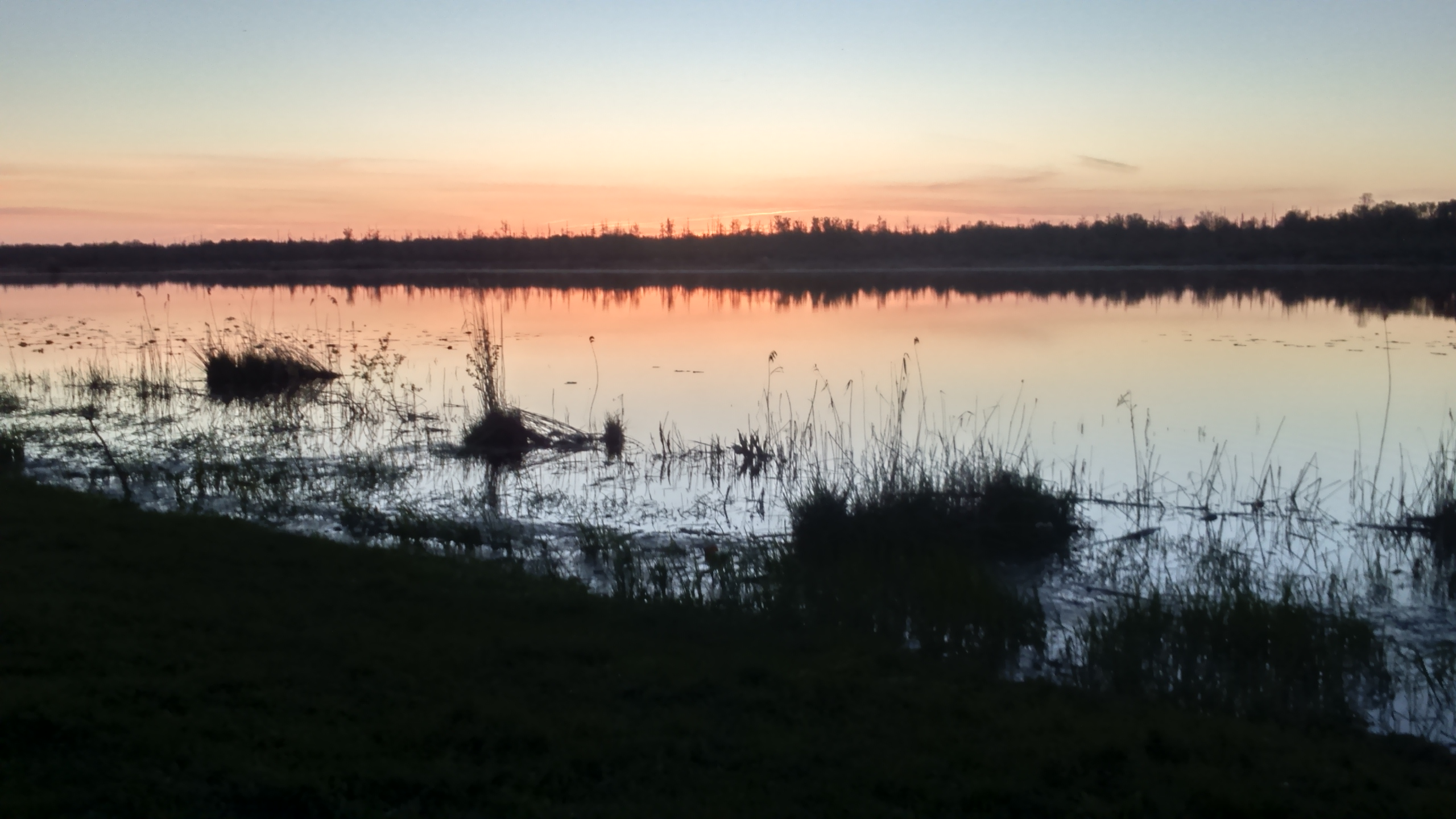
Большой Назас

Ибраги́мово, Юмран (баш. Ибраһим, Йомран) — деревня в Кармаскалинском районе Башкортостана, входит в состав Савалеевского сельсовета.

## Географическое положение
Деревня расположена на западном берегу озера Кызылга. Места вокруг озера являются одними из самых живописных и красивейших мест района. Здесь круглый год на берегах Кызылга можно наблюдать многочисленных рыбаков. А в летние месяцы тут открывается купальный сезон.
Рядом расположено озеро Большой Назас, пользующееся популярностью среди рыбаков.
Расстояние до:
- районного центра (Кармаскалы): 15 км,
- центра сельсовета (Савалеево): 2 км,
- ближайшей ж/д станции (Ибрагимово): 4 км.

## Население
| 2002 | 2009 | 2010 |
| ---- | ---- | ---- |
| 422  | ↘419 | ↘388 |

Национальный состав
Согласно переписи 2002 года, преобладающая национальность — башкиры (100 %).

## Религия
В деревне есть мечеть.

## Достопримечательности
- Дом-музей Мухаметсалима Уметбаева — открыт в 1991 году — филиал Национального музея Республики Башкортостан[6].
- Озеро Большой Толпак около д. Ибрагимово — заповедник водоплавающей дичи[7].

## Известные уроженцы
- Садыков, Фарит Шамсутдинович (29 сентября 1927 — 20 декабря 1987) — тракторист механизированного звена по возделыванию сахарной свеклы в колхозе имени Фрунзе БАССР, заслуженный механизатор РСФСР (1967), Герой Социалистического Труда.
- Уметбаев, Мухаметсалим Ишмухаметович (21 августа 1841 — 28 июня 1907) — башкирский поэт-просветитель, переводчик, филолог, этнограф, общественный деятель, публицист[8].
- Хазиева, Равиля Минигалеевна (род. 15 августа 1930) — танцовщица, Заслуженная артистка БАССР (1955), Народная артистка БАССР (1967).